# Ardoxso

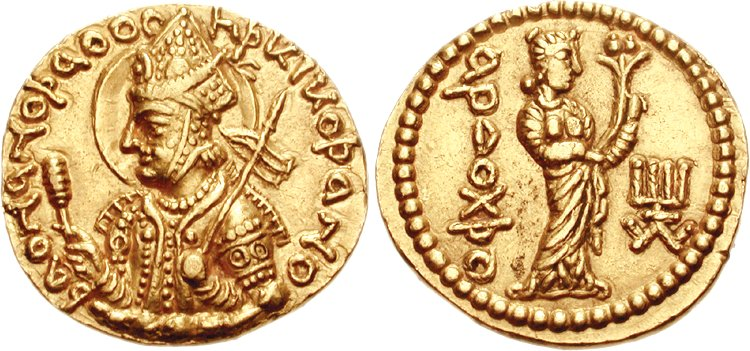
Goldmünze des Huvischka mit der Ardoxso auf der Rückseite. Die Beischrift ist griechisch

Ardoxso (auch Ardoxo) war eine lokale, baktrische Göttin, die besonders häufig auf den Münzen der Kuschan-Herrscher erscheint. Sie ist meist mit einem Füllhorn dargestellt und lehnt sich dabei an das Bild der Tyche an. Ardoxso ist die baktrische Form von avestisch Ashi Vanuhi, die zoroastrische Gottheit von „Verdienst“, was wiederum die Beliebtheit dieser Göttin bei den Kuschan-Herrschern begründet.